# BanG Dream! (Anime)/Episodenliste
Diese Episodenliste enthält alle Episoden der Anime-Fernsehserie BanG Dream! des gleichnamigen Multimedia-Franchises von Bushiroad. Nicht inbegriffen in diesem Artikel sind die Episoden der Ableger Garupa Pico und Pastel Life. Für die Episodenliste zum Nebenprojekt Argonavis from BanG Dream!, siehe hier.
Die Animeserie serie umfasst insgesamt 39 Episoden in drei Staffeln aufgeteilt sowie eine OVA und derzeit einen Kinofilm. Bis 2022 sind vier weitere Filme in Arbeit.

## Episodenliste

### Staffel 1

#### Zusammenfassung
Eher zufällig findet Kasumi Toyama eines Tages auf dem Weg nach Hause eine E-Gitarre – eine ESP „Random Star“ – im Pfandhaus der Familie Ishigaya und trifft dort auf ihre Mitschülerin Arisa, die ihr anfangs nicht wohl gesonnen ist. Kasumi, die seit ihrer Kindheit nach dem wahren Klang, der ihr Herz höher schlagen lassen soll, sucht, besucht ihre Mitschülerin daraufhin tagtäglich und beginnt ihr beim Aufräumen des Warenhauses zu helfen. Bei einem Konzert der Gruppe Glitter☆Green, dass die beiden eher durch Zufall besuchen, wird Kasumis Wunsch geweckt, eine eigene Gruppe zu gründen.
Die ersten dreizehn Episoden zeigt die Gründungsgeschichte der Gruppe Poppin’Party, die aus Kasumi Toyama und ihren Mitschülerinnen Rimi Ushigome, Tae Hanazono, Sāya Yamabuki und Arisa Ishigaya besteht, sowie die ersten offiziellen Konzerte der Musikerinnen. Auf dem Weg zu ihrer eigenen Band treffen sie auf unterschiedlichen Hürden: Rimi hat bisher erfolglos versucht, ihre Schüchternheit und Ängste zu überwinden, Kasumis Gitarrenstunden und ihr Fernbleiben während der Proben führt dazu, das Arisa eifersüchtig wird und Sāya war zuvor Schlagzeugerin der Band CHiSPA, die sie vor ihrem ersten Konzert verlassen musste, um ihre kränkliche Mutter in der von ihrer Familie geführten Bäckerei unterstützen zu können.
Gemeinsam arbeiten sie auf einen Auftritt im Live House SPACE hin, welches im Begriff ist demnächst zu schließen, müssen dort aber ein Vorspielen vor der strengen Besitzerin erfolgreich abschließen, um dort auftreten zu dürfen. Die Gruppe hat bereits zwei erfolglose Versuche hinter sich. Als die Besitzerin Kasumi klarmacht, dass sie am schlechtesten aufgetreten ist, trifft sie das so hart, dass sie aufgrund des Stress kurzzeitig ihre Stimme verliert. Die übrigen Mitglieder können Kasumi aufmuntern und schaffen im dritten Anlauf das Vorspielen erfolgreich zu meistern, sodass ihre Gruppe auf dem allerletzten Konzert vor der Schließung des Konzerthauses auftreten können.
In der am 22. November 2017 veröffentlichte Original Video Animation, die der siebten Blu-ray-/DVD-Volume der ersten Staffel beilag, verbringen die Musikerinnen von Poppin’Party und Roselia einen gemeinsamen Tag am Strand.

#### Episodenliste
| Nr. (ges.) | Nr. (St.) | Titel                                       | Erstausstrahlung Japan |
| ---------- | --------- | ------------------------------------------- | ---------------------- |
| 1          | 1         | Deatchatta! (出会っちゃった！)              | 21. Jan. 2017          |
| 2          | 2         | Yatchatta! (やっちゃった！)                 | 28. Jan. 2017          |
| 3          | 3         | Nige chatta! (逃げちゃった！)               | 4. Feb. 2017           |
| 4          | 4         | Okotchatta! (怒っちゃった！)                | 11. Feb. 2017          |
| 5          | 5         | Dokidoki shi chatta! (ドキドキしちゃった！) | 18. Feb. 2017          |
| 6          | 6         | Tsukutchatta! (作っちゃった！)              | 25. Feb. 2017          |
| 7          | 7         | Kenka shi chatta! (ケンカしちゃった！)      | 4. März 2017           |
| 8          | 8         | Hashitchatta! (走っちゃった！)              | 11. März 2017          |
| 9          | 9         | Baito shi chatta! (バイトしちゃった！)      | 25. März 2017          |
| 10         | 10        | Odoroi chatta! (驚いちゃった！)             | 1. Apr. 2017           |
| 11         | 11        | Utaenaku natchatta (歌えなくなっちゃった)   | 8. Apr. 2017           |
| 12         | 12        | Kirakira shi chatta! (キラキラしちゃった！) | 15. Apr. 2017          |
| 13         | 13        | Utatchatta! (歌っちゃった！)                | 22. Apr. 2017          |
| 13.5       | 13.5      | Ason jatta! (遊んじゃった！)                | 22. Nov. 2017          |

### Staffel 2

#### Zusammenfassung
Die Handlung der zweiten Staffel beginnt neun Monate nach dem letzten Konzert im Live House „SPACE“. Kasumi und ihre Freundinnen gehen jetzt in das zweite Lehrjahr der Oberschule. Eines Abends werden sie von ihrer Mitschülerin Rokka Asahi, die im ersten Jahr ist, gebeten als Ersatz für eine terminlich verhinderte Gruppe im Galaxy aufzutreten, wo Asahi als Aushilfskraft arbeitet. Auf diesem Konzert kündigen Roselia an, demnächst ein eigenes, selbst organisiertes Konzert zu spielen. Diese Ankündigung veranlasst Kasumi ebenfalls ein derartiges Event auf die Beine stellen zu wollen und kündigt dies nach ihrem Konzert an.
Poppin’Party werden von Roselia eingeladen als „Special Guest“ auf ihrem selbst organisierten Konzert zu spielen. Nach dem Konzert macht Yukina, die Sängerin von Roselia, Kasumi und ihrer Band klar, dass sie noch weit entfernt, davon sind, ein solches Event auf die Beine stellen zu können. Chiyu Tamade, die sich im Publikum befand, zeigt sich von der Musik Roselias begeistert, sodass sie bei Yukina anfragt, sie als Produzentin in die Band aufzunehmen, wird aber von dieser abgewiesen. Völlig wütend beschließt Tamade eine eigene Gruppe zu gründen, um Roselias Karriere zu gefährden. So rekrutiert sie Masuki Satō, Rei Wakana und Reona Nyūbara eine Schlagzeugerin, eine Sängerin und Bassistin sowie eine Keyboarderin. Eines Abends treffen Tae und Rei, die sich seit ihrer frühen Kindheit kennen wieder. Durch diesen Kontakt wird Tae Aushilfsgitarristin in der von Chiyu Tamade gegründeten Band RAISE A SUILEN. Diese Doppelbelastung führt bei Tae dazu, dass Poppin’Party ein Konzert auf dem gemeinsamen Schulfestival der Hanasakigawa- und der Haneoka-Oberschule nicht spielen können und von anderen Gruppen ersetzt werden mussten.
Tae beschließt, RAISE A SUILEN nach einem allerletzten gemeinsam Auftritt zu verlassen, um sich voll und ganz auf ihre Tätigkeit bei Poppin’Party konzentrieren zu können. Die Musikerinnen von Poppin’Party werden eingeladen, sich das Konzert anzusehen. Nach dem Auftritt tritt Chiyu Tamade an Kasumi und ihre Freundinnen mit der Forderung heran, Tae gehen zu lassen, damit sie festes Mitglied bei RAISE A SUILEN werden kann.

#### Episodenliste
| Nr. (ges.) | Nr. (St.) | Titel                                                                   | Erstausstrahlung Japan |
| ---------- | --------- | ----------------------------------------------------------------------- | ---------------------- |
| 14         | 1         | Happy Party!                                                            | 3. Jan. 2019           |
| 15         | 2         | Kuroki Hōkō (黒き咆哮)                                                  | 10. Jan. 2019          |
| 16         | 3         | Sing Girls                                                              | 17. Jan. 2019          |
| 17         | 4         | Gōka! Gōkai!? Nobbi no Wārudo! (ゴーカ！ごーかい!?のっびのびワールド！) | 24. Jan. 2019          |
| 18         | 5         | Ame no Ring-Dong-Dance (雨のRing-Dong-Dance)                            | 31. Jan. 2019          |
| 19         | 6         | You Only Live Once                                                      | 7. Feb. 2019           |
| 20         | 7         | Nakana Ina Kanai (ナカナ イナ カナイ)                                   | 14. Dez. 2019          |
| 21         | 8         | Hitori Janaindakara (ひとりじゃないんだから)                            | 21. Feb. 2019          |
| 22         | 9         | Sukūru Fesutibaru Sinfonī (スクール・フェスティバル・シンフォニー)      | 28. Feb. 2019          |
| 23         | 10        | R·I·O·T                                                                 | 7. März 2019           |
| 24         | 11        | Hoshi no Namida (ホシノナミダ)                                          | 14. März 2019          |
| 25         | 12        | Returns                                                                 | 21. März 2019          |
| 26         | 13        | Kizuna Myūjikku (キズナミュージック)                                    | 28. März 2019          |

### Staffel 3

#### Zusammenfassung
Die Handlung der dritten Staffel beginnt drei Monate nach dem selbst organisierten Konzert von Poppin’Party. Die Besitzer der lokalen Live Häuser, darunter Marina Tsukishima – die das CIRCLE betreibt –, beschließen ein Musikwettbewerb, das BanG Dream! Girls Band Challenge, dessen Finale im berühmten Budōkan stattfinden soll, zu organisieren. Während Poppin’Party und Afterglow ihr Interesse an einer Teilnahme bekunden, hat Chiyu Probleme, eine geeignete Gitarristin für RAISE A SUILEN zu finden.
Zufällergeweise findet Chiyu bei der Analyse der Auftritte von Roselia ein von Rokka, welches sie auf dem Schulfestival beim Gitarre spielen zeigt. Sie lädt Poppin’Party, Roselia und Rokka zu einem ihrer Konzerte ein, wo sie die Teilnahme von RAISE A SUILEN am Musikwettbewerb ankündigt und Rokka anbietet, für ihre Band vorzuspielen, was dieser missfällt. Durch die Hartnäckigkeit ihrer Bandkolleginnen, spielt Rokka schließlich doch für den Gitarristinnen-Posten vor, zeigt dabei allerdings wenig Engagement, sodass sie das Vorspielen nicht besteht. Durch ein neues Lied, welches Poppin’Party in der Ausscheidungsrunde spielen, fasst Rokka – die sich zwischenzeitlich mit dem schlechten Ergebnis beim Vorspielen abgefunden hat – neuen Mut, sodass sie in Chiyus Aufnahmestudio rennt, um sie für eine weitere Chance zu bitten. Sie besteht das Vorspielen und wird zunächst als Session-Musiker in die Gruppe aufgenommen.
Im Zuge des weiteren Wettbewerbs breiten sich persönliche Differenzen zwischen den Musikerinnen von RAISE A SUILEN aus die darin gipfelt, dass Pareo und Masking die Gruppe zwischenzeitlich verlassen, woraufhin die Band auseinanderzubrechen droht. Rokka, die zwischenzeitlich als festes Mitglied ihren Spitznamen „Lock“ erhielt, versucht die Musikerinnen wieder zusammenzubringen und zu versöhnen.

#### Episodenliste
| Nr. (ges.) | Nr. (St.) | Titel                                                                                              | Erstausstrahlung Japan |
| ---------- | --------- | -------------------------------------------------------------------------------------------------- | ---------------------- |
| 1          | 27        | Saikō no yume - desu yo ne! (最高の夢一一ですよね！)                                               | 23. Jan. 2020          |
| 2          | 28        | Obieteru janai (おびえてるじゃない)                                                                | 30. Jan. 2020          |
| 3          | 29        | Kaeran! (帰らん！)                                                                                 | 6. Feb. 2020           |
| 4          | 30        | Tako-san uin'nāda giya a (タコさんウインナーだぎやあ)                                              | 20. Feb. 2020          |
| 5          | 31        | Popibui (ポピブイ)                                                                                 | 27. Feb. 2020          |
| 6          | 32        | This is it.                                                                                        | 5. März 2020           |
| 7          | 33        | Oto ni nokoshite okitakute (音に残しておきたくて)                                                  | 12. März 2020          |
| 8          | 34        | Non biku shite ite yoi nodesho raka (のんびクしていてよいのでしょラか)                             | 19. März 2020          |
| 9          | 35        | Iku zo popipa (いくぞポピパ)                                                                       | 26. März 2020          |
| 10         | 36        | Bōkaru wa…… hoshi… (ボーカルは……星…)                                                               | 2. Apr. 2020           |
| 11         | 37        | Pareo wa mō imasen (パレオはもういません)                                                          | 9. Apr. 2020           |
| 12         | 38        | Popipa-san to kyōen'ya (ポピパさんと共演や一一一一一一！)                                          | 16. Apr. 2020          |
| 13         | 39        | Kore ga…… Kore ga koso ga, daigāruzu bando jidai ya (これが……これこそが、大ガールズバンド時代や！) | 23. Apr. 2020          |

## Kinofilme
| Titel                                        | Art        | Regisseur      | Studio   | Veröffentlichung (Japan) |
| -------------------------------------------- | ---------- | -------------- | -------- | ------------------------ |
| BanG Dream! FILM LIVE                        | Anime-Film |                | Sanzigen | 2019                     |
| BanG Dream! FILM LIVE 2nd Stage              | Anime-Film |                | Sanzigen | 2021                     |
| BanG Dream! Episode of Roselia I: Yakusoku   | Anime-Film | Kōdai Kakimoto | Sanzigen | 2021                     |
| BanG Dream! Episode of Roselia II: Song I Am | Anime-Film | Kōdai Kakimoto | Sanzigen | 2021                     |
| BanG Dream! Poppin’Dream!                    | Anime-Film | Kōdai Kakimoto | Sanzigen | 2022                     |